# Gran Premio d'Australia 2014
Il Gran Premio d'Australia 2014 è stata la prima prova della stagione 2014 del campionato mondiale di Formula 1. La gara, svoltasi domenica 16 marzo 2014 sul circuito di Albert Park a Melbourne, è stata vinta dal tedesco Nico Rosberg su Mercedes, al suo quarto successo nel mondiale. Rosberg ha preceduto sul traguardo l'esordiente danese Kevin Magnussen (al primo podio in Formula 1) ed il britannico Jenson Button, entrambi su McLaren-Mercedes.
Daniel Ricciardo su Red Bull Racing-Renault, giunto al traguardo in seconda posizione, è stato squalificato dopo la gara per irregolarità tecniche relative al flusso del carburante.

## Vigilia

### Aspetti tecnici
La maggiore innovazione tecnica è l'ingresso di una nuova formula per i motori, con il ritorno del turbocompressore, per la prima volta dal 1988. I nuovi motori sono dei 1,6 litri V6 con un cambio semi automatico a otto rapporti. Le norme impongono l'uso di un motore con bancata a novanta gradi, con asse dell'albero a gomiti fisso e punti di montaggio per il telaio, mentre i motori saranno limitati a 15 000 giri al minuto. I motori dovranno durare almeno 4 000 km contro i 2 000 previsti per i motori usati fino al mondiale 2013.
Il Kinetic Energy Recovery System (noto dal 2009 al 2013 come KERS, e dal 2014 rinominato ERS-K) viene incorporato nel motore ed il suo utilizzo verrà incrementato; la sua funzione di fonte di energia supplementare sarà presa dall'introduzione dell'unità di recupero del calore Energy Recovery System (ERS). L'unità ERS cattura il calore di scarto dissipato dal turbocompressore nei gas di scarico, utilizzando un apparecchio elettrico noto come Heat Motor Generator Unit. Questo calore viene incamerato come carica elettrica fino a quando non è utilizzato da un sistema complementare chiamato Kinetic Motor Generator Unit. Questo dispositivo è collegato direttamente alla trasmissione per fornire la potenza supplementare nel modo più diretto ed efficace. In combinazione con l'ERS-K darà ai piloti una potenza supplementare di 120 kW per 33 secondi a giro, comparati al KERS in uso prima del 2014, che dava una potenza supplementare di 60 kW per sei secondi a giro.
Le squadre dovranno utilizzare dispositivi elettronici per la gestione della frenata delle ruote posteriori, visto che la maggiore potenza delle unità ERS-K, renderà la regolazione della forza frenante molto più difficile di quanto accadeva precedentemente.
I regolamenti 2014 richiedono l'uso di musetti più bassi rispetto agli anni precedenti, ai fini della sicurezza. La punta del muso dovrà essere alta non più di 185 millimetri dal suolo, in confronto ai 550 mm consentiti nella stagione 2012.
In merito alla fornitura di motori c'è da segnalare l'uscita dal campionato della Cosworth: l'unico team che nel 2013 si riforniva dalla casa britannica, la Marussia, passa al sostegno della Ferrari.
La Scuderia Toro Rosso passa invece alla fornitura di motori dalla Renault, ponendo fine ad un settennato di collaborazione proprio con la Ferrari. Nel giugno 2013 Frank Williams ha annunciato che, dal 2014, la sua scuderia utilizzerà motori forniti dalla Mercedes. L'accordo prevede anche la fornitura della tecnologia ERS, nuovo sistema per il recupero dell'energia che sostituisce il KERS.
Per questa gara la Pirelli, che rimane l'unica fornitrice di gomme per il campionato, decide di portare gomme a mescola media e morbida. La FIA ha mantenuto le due zone in cui si potrà attivare il DRS: il rettilineo d'arrivo e quello posto fra la curva Jones e la Whiteford. Il punto per la determinazione del distacco fra piloti viene posto alla curva Stewart.

### Aspetti sportivi
All'indomani del Gran Premio d'Italia 2013 Felipe Massa ha annunciato che, dal 2014, non sarà più un pilota della Scuderia Ferrari. Massa passa a correre per la Williams. Il giorno seguente, l'11 settembre 2013, la Ferrari ufficializza il ritorno di Kimi Räikkönen, quale pilota titolare per il 2014, a fianco di Fernando Alonso. Il finlandese, che nelle ultime due stagioni ha corso per la Lotus, ha già guidato una vettura Ferrari tra il 2007 e il 2009, vincendo il titolo nel 2007. A chiudere il triangolo tra Ferrari, Lotus e Williams, per prendere il posto di Räikkönen, la Lotus ingaggia il pilota venezuelano Pastor Maldonado, in uscita dalla Williams.
Nico Hülkenberg, dopo una stagione alla Sauber, ritorna alla Force India, in cui aveva già militato nel 2011 e 2012.
La Sauber ha ingaggiato Adrian Sutil. mentre la Caterham invece nomina piloti titolari il giapponese Kamui Kobayashi (per lui 60 Gran Premi tra il 2009 e il 2012 con 125 punti e un podio) e lo svedese Marcus Ericsson, all'esordio nella categoria. Ericsson, che ha vinto la Formula 3 giapponese 2009, è giunto sesto nella GP2 Series 2013. L'ultimo pilota svedese a competere in un Gran Premio di F1 fu Stefan Johansson nel Gran Premio del Canada 1991.
Mark Webber lascia la Formula 1 dopo dodici stagioni, le ultime sette alla guida di una Red Bull. Parteciperà al Campionato del Mondo Endurance FIA con la squadra Porsche di nuova costituzione, LMP1. Viene sostituito da un altro australiano, Daniel Ricciardo, che lascia la Scuderia Toro Rosso, team satellite di quello anglo-austriaco.
La STR, dal proprio canto, ha scelto il campione della GP3 Series del 2013, Daniil Kvjat, come sostituto di Ricciardo. Il russo ha vinto diversi campionati europei per auto a ruote scoperte, compresi l'Eurocup Formula Renault 2.0, Formula Renault 2.0 Alps e la F3 europea.
Il pilota messicano Sergio Pérez lascia la McLaren dopo una sola stagione. Al suo posto la scuderia britannica ingaggia il pilota danese Kevin Magnussen, figlio dell'ex pilota Jan, e che nel 2013 ha vinto la F. Renault 3.5. L'ultimo pilota danese a gareggiare in F1 è stato Nicolas Kiesa al Gran Premio del Giappone 2003. Pérez trova un ingaggio alla Force India.
In merito al regolamento sportivo la principale innovazione è la scelta, affidata a ogni pilota, di scegliere il proprio numero dal 2 al 99, che dovrà essere utilizzato per tutta la carriera in F1. L'1 è riservato al campione in carica, che può optare però per un altro numero. Sebastian Vettel, campione del mondo in carica, ha deciso di mantenere il numero 1.
Gli altri piloti hanno scelto numeri per lo più compresi tra il 3 di Daniel Ricciardo ed il 25 di Jean-Éric Vergne, ovvero numeri utilizzati fino al 2012, quando erano presenti 12 scuderie e i numeri erano fissati per ciascun team. Le eccezioni sono il 13 di Pastor Maldonado (scelto molto raramente in passato, l'ultima occasione nel Gran Premio di Gran Bretagna 1976 da Divina Galica, che non vi si qualificò), il 27 di Nico Hülkenberg (ultimo utilizzo da parte di Jean Alesi nel Gran Premio d'Australia 1995), il 44 di Lewis Hamilton (ultima apparizione nel Gran Premio di Gran Bretagna 1977 con Tony Trimmer), il 77 di Valtteri Bottas (che manca dal Gran Premio di Germania 1976 con Rolf Stommelen) ed il 99 di Adrian Sutil (utilizzato per l'ultima volta da Paul Goldsmith nella 500 Miglia di Indianapolis 1960, all'epoca valida per il mondiale).
Per questa gara la FIA nomina Emanuele Pirro quale commissario aggiunto. Pirro ha già svolto in passato tale funzione, l'ultima nel Gran Premio del Giappone 2013.

## Prove

### Resoconto

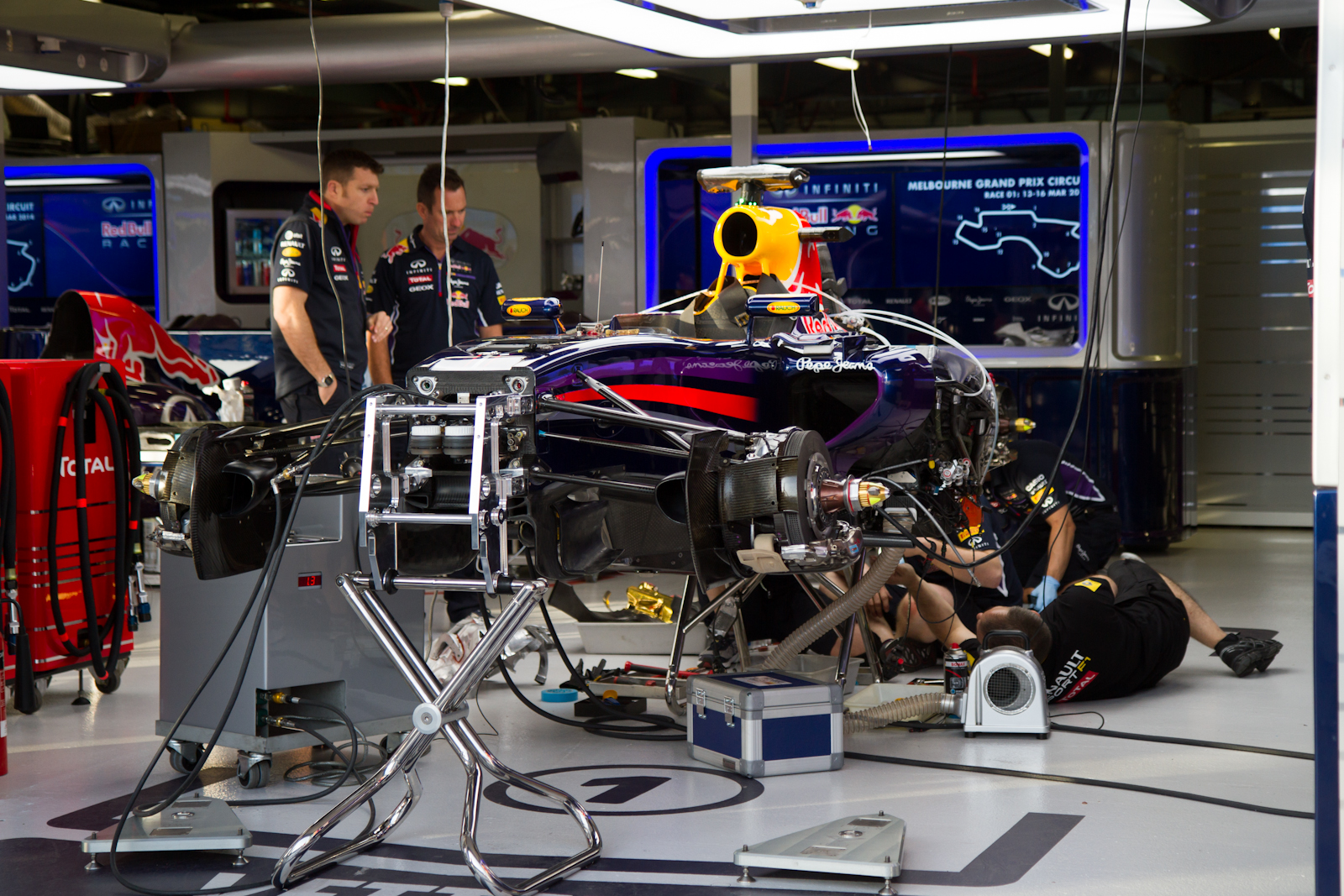
Il box di Sebastian Vettel, campione del mondo in carica

Nella prima sessione del venerdì il tempo migliore è fatto segnare da Fernando Alonso della Ferrari. Lo spagnolo, unico pilota sotto il tempo di 1'32", ha preceduto Jenson Button su McLaren e Valtteri Bottas della Williams. La Red Bull, campione del mondo costruttori in carica, in crisi durante i test invernali, piazza Daniel Ricciardo al quinto posto e Sebastian Vettel al settimo. Sulla vettura del campione del mondo però i lavori sono proseguiti a lungo tanto che ha potuto effettuare solo dieci giri.
Non hanno effettuato nemmeno un giro cronometrato Lewis Hamilton (bloccato subito da un problema di pressione), le due Lotus e le due Caterham.
Nella sessione pomeridiana la classifica ha visto prevalere le due Mercedes di Hamilton e Nico Rosberg. Il britannico ha preceduto il compagno di scuderia per 157 millesimi, utilizzando le gomme più morbide. La scuderia tedesca ha comunque dimostrato concorrenzialità anche sul passo di gara. Al terzo posto di è classificato Alonso, seguito da Sebastian Vettel. Non hanno effettuato nuovamente giri cronometrati le due Caterham, così come il pilota della Lotus Pastor Maldonado.
Anche nella sessione del sabato il più rapido è stato un pilota della Mercedes, Nico Rosberg. Il tedesco ha preceduto Jenson Button di sei decimi e Fernando Alonso di sette: Rosberg ha ottenuto il tempo usando gomme medie, al contrario degli alitri due piloti che l'hanno ottenuto con gomme morbide. La sessione è stata influenzata da un forte vento che non ha permesso di far calare i tempi in maniera significativa rispetto al venerdì. In questa sessione non hanno ottenuto tempi Bottas, Grosjean e Gutiérrez. La Lotus ha rotto la regola che impone il coprifuoco al lavoro dei meccanici, tra le notti di venerdì e sabato, per sistemare la sua monoposto.

### Risultati
Nella prima sessione del venerdì si è avuta questa situazione:
| Pos | Nº | Pilota          | Costruttore       | Tempo    | Gap    | Giri |
| --- | -- | --------------- | ----------------- | -------- | ------ | ---- |
| 1   | 14 | Fernando Alonso | Ferrari           | 1'31"840 |        | 20   |
| 2   | 22 | Jenson Button   | McLaren-Mercedes  | 1'32"357 | +0"517 | 23   |
| 3   | 77 | Valtteri Bottas | Williams-Mercedes | 1'32"403 | +0"563 | 27   |

Nella seconda sessione del venerdì si è avuta questa situazione:
| Pos | Nº | Pilota          | Costruttore | Tempo    | Gap    | Giri |
| --- | -- | --------------- | ----------- | -------- | ------ | ---- |
| 1   | 44 | Lewis Hamilton  | Mercedes    | 1'29"625 |        | 37   |
| 2   | 6  | Nico Rosberg    | Mercedes    | 1'29"782 | +0"157 | 31   |
| 3   | 14 | Fernando Alonso | Ferrari     | 1'30"132 | +0"507 | 28   |

Nella sessione del sabato si è avuta questa situazione:
| Pos | Nº | Pilota          | Costruttore      | Tempo    | Gap    | Giri |
| --- | -- | --------------- | ---------------- | -------- | ------ | ---- |
| 1   | 6  | Nico Rosberg    | Mercedes         | 1'29"375 |        | 15   |
| 2   | 22 | Jenson Button   | McLaren-Mercedes | 1'30"766 | +1"391 | 20   |
| 3   | 14 | Fernando Alonso | Ferrari          | 1'30"876 | +1"501 | 11   |

## Qualifiche

### Resoconto
Nella prima fase delle qualifiche il miglior tempo è di Daniel Ricciardo su Red Bull: il pilota di casa precede Kevin Magnussen e Felipe Massa. Rimangono esclusi i piloti della Marussia (con problemi al cambio evidenziati da Jules Bianchi), quelli della Lotus, assieme a Esteban Gutiérrez e Marcus Ericsson. La pioggia ha fatto capolino negli ultimi minuti della sessione, provocando anche un testacoda a Maldonado.
La seconda fase, ancora con la pioggia presente sul tracciato, vede l'eliminazione del campione del mondo in carica Sebastian Vettel, che non mancava la Q3 dal Gran Premio del Belgio 2012. Viene eliminato anche Kimi Räikkönen, che nel giro veloce, al termine della sessione, esce di pista e sbatte contro un muretto. Oltre a loro non passano alla fase decisiva anche Jenson Button, Adrian Sutil, Kamui Kobayashi e Sergio Pérez.
Nella Q3 Nico Rosberg conquista la vetta della classifica ma nell'ultimo tentativo viene superato prima da Daniel Ricciardo e poi da Lewis Hamilton. Il tedesco invece prende la bandiera a scacchi e non può migliorarsi. Per Hamilton è la trentaduesima pole position, la centesima per la Mercedes quale motorista. Ricciardo conquista per la prima volta la prima fila della griglia. La seconda fila è composta, oltre che da Rosberg, anche da Kevin Magnussen. Questa è la prima pole position ottenuta da una vettura che porta il numero 44.

### Risultati
Nella sessione di qualifica si è avuta questa situazione:
| Pos                         | Nº | Pilota            | Costruttore             | Q1          | Q2       | Q3       | Griglia |
| --------------------------- | -- | ----------------- | ----------------------- | ----------- | -------- | -------- | ------- |
| 1                           | 44 | Lewis Hamilton    | Mercedes                | 1'31"699    | 1'42"890 | 1'44"231 | 1       |
| 2                           | 3  | Daniel Ricciardo  | Red Bull Racing-Renault | 1'30"775    | 1'42"295 | 1'44"548 | 2       |
| 3                           | 6  | Nico Rosberg      | Mercedes                | 1'32"564    | 1'42"264 | 1'44"595 | 3       |
| 4                           | 20 | Kevin Magnussen   | McLaren-Mercedes        | 1'30"949    | 1'43"247 | 1'45"745 | 4       |
| 5                           | 14 | Fernando Alonso   | Ferrari                 | 1'31"388    | 1'42"805 | 1'45"819 | 5       |
| 6                           | 25 | Jean-Éric Vergne  | STR-Renault             | 1'33"488    | 1'43"849 | 1'45"864 | 6       |
| 7                           | 27 | Nico Hülkenberg   | Force India-Mercedes    | 1'33"893    | 1'43"658 | 1'46"030 | 7       |
| 8                           | 26 | Daniil Kvjat      | STR-Renault             | 1'33"777    | 1'44"331 | 1'47"368 | 8       |
| 9                           | 19 | Felipe Massa      | Williams-Mercedes       | 1'31"228    | 1'44"242 | 1'48"079 | 9       |
| 10                          | 77 | Valtteri Bottas   | Williams-Mercedes       | 1'31"601    | 1'43"852 | 1'48"147 | 15      |
| 11                          | 22 | Jenson Button     | McLaren-Mercedes        | 1'31"396    | 1'44"437 | N.D.     | 10      |
| 12                          | 7  | Kimi Räikkönen    | Ferrari                 | 1'32"439    | 1'44"494 | N.D.     | 11      |
| 13                          | 1  | Sebastian Vettel  | Red Bull Racing-Renault | 1'31"931    | 1'44"668 | N.D.     | 12      |
| 14                          | 99 | Adrian Sutil      | Sauber-Ferrari          | 1'33"673    | 1'45"655 | N.D.     | 13      |
| 15                          | 10 | Kamui Kobayashi   | Caterham-Renault        | 1'34"274    | 1'45"867 | N.D.     | 14      |
| 16                          | 11 | Sergio Pérez      | Force India-Mercedes    | 1'34"141    | 1'47"293 | N.D.     | 16      |
| 17                          | 4  | Max Chilton       | Manor-Ferrari           | 1'34"293    | N.D.     | N.D.     | 17      |
| 18                          | 88 | Jules Bianchi     | Manor-Ferrari           | 1'34"794    | N.D.     | N.D.     | 18      |
| 19                          | 21 | Esteban Gutiérrez | Sauber-Ferrari          | 1'35"117    | N.D.     | N.D.     | 20      |
| 20                          | 9  | Marcus Ericsson   | Caterham-Renault        | 1'35"157    | N.D.     | N.D.     | 19      |
| 21                          | 8  | Romain Grosjean   | Lotus-Renault           | 1'36"993    | N.D.     | N.D.     | 22      |
| 22                          | 13 | Pastor Maldonado  | Lotus-Renault           | senza tempo | N.D.     | N.D.     | 21      |
| Tempo limite 107%: 1'37"129 |    |                   |                         |             |          |          |         |

In grassetto sono indicate le migliori prestazioni in Q1, Q2 e Q3.

## Gara

### Resoconto
La Marussia di Max Chilton resta ferma sulla griglia al via del giro di formazione e viene portata in pit lane. L'altra Marussia, quella di Jules Bianchi, resta invece ferma al semaforo: la procedura di partenza viene interrotta. Le vetture compiono un ulteriore giro di formazione, mentre la durata della gara viene accorciata di un giro.
Al via scatta in testa Nico Rosberg, che precede Daniel Ricciardo, Lewis Hamilton, Kevin Magnussen, Fernando Alonso e Nico Hülkenberg; il tedesco passa lo spagnolo nel primo giro. Alla prima curva Kamui Kobayashi arriva lungo a causa di un problema all'impianto frenante e tampona Felipe Massa: si ritirano entrambi.
Nei primi giri si ritirano per problemi al propulsore sia Lewis Hamilton sia Sebastian Vettel. Al settimo giro Valtteri Bottas, dopo essersi sbarazzato rapidamente delle due Toro Rosso passa anche Kimi Räikkönen per il sesto posto, poi va all'attacco di Alonso ma al decimo giro tocca il muretto ed è costretto ai box per sostituire uno pneumatico. La Williams del finlandese perde alcuni detriti in traiettoria e la direzione di gara invia in pista la safety car. Molti piloti ne approfittano per effettuare il cambio gomme.
Al momento della ripartenza Nico Rosberg è ancora al comando, seguito da Ricciardo, Magnussen, Hülkenberg, Alonso e Jenson Button, che avendo cambiato le gomme per primo, scala dal nono al sesto posto. La classifica, almeno nelle prime posizioni, resta immutata fino a metà gara, quando iniziano i secondi cambi gomme. Nelle retrovie si fa largo ancora Bottas, che dal sedicesimo posto si porta al nono già al venticinquesimo passaggio.
Tra il giro 32 e il giro 36 vengono effettuati i cambi gomme. Rosberg resta sempre al comando, davanti a Ricciardo e Magnussen. Button scala ora quarto, precedendo Alonso e Hülkenberg. Valtteri Bottas prosegue nella sua rimonta passando prima Jean-Éric Vergne al giro 46 e poi Nico Hülkenberg per il sesto posto al giro 52. Un giro dopo anche Räikkönen passa Vergne.
Nico Rosberg vince per la quarta volta. A podio finiscono per la prima volta Daniel Ricciardo e Kevin Magnussen, primo pilota danese a ottenere questa impresa e al contempo a marcare punti dopo suo padre Jan al Gran Premio del Canada 1998. A punti termina anche Daniil Kvjat, pilota più giovane a punti nella storia del mondiale, a 19 anni, 10 mesi e 18 giorni, che batte così il record che apparteneva a Sebastian Vettel. Ricciardo viene poi squalificato per un'irregolarità tecnica sulla sua vettura. Sale così sul podio, per la cinquantesima ed ultima volta, Jenson Button, giunto quarto.

### Risultati
I risultati del Gran Premio sono i seguenti:
| Pos | Nº | Pilota            | Costruttore             | Giri | Tempo/Ritiro               | Griglia | Punti |
| --- | -- | ----------------- | ----------------------- | ---- | -------------------------- | ------- | ----- |
| 1   | 6  | Nico Rosberg      | Mercedes                | 57   | 1h32'58"710                | 3       | 25    |
| 2   | 20 | Kevin Magnussen   | McLaren-Mercedes        | 57   | +26"777                    | 4       | 18    |
| 3   | 22 | Jenson Button     | McLaren-Mercedes        | 57   | +30"027                    | 10      | 15    |
| 4   | 14 | Fernando Alonso   | Ferrari                 | 57   | +35"284                    | 5       | 12    |
| 5   | 77 | Valtteri Bottas   | Williams-Mercedes       | 57   | +47"639                    | 15      | 10    |
| 6   | 27 | Nico Hülkenberg   | Force India-Mercedes    | 57   | +50"718                    | 7       | 8     |
| 7   | 7  | Kimi Räikkönen    | Ferrari                 | 57   | +57"675                    | 11      | 6     |
| 8   | 25 | Jean-Éric Vergne  | STR-Renault             | 57   | +1'00"441                  | 6       | 4     |
| 9   | 26 | Daniil Kvjat      | STR-Renault             | 57   | +1'03"585                  | 8       | 2     |
| 10  | 11 | Sergio Pérez      | Force India-Mercedes    | 57   | +1'25"916                  | 16      | 1     |
| 11  | 99 | Adrian Sutil      | Sauber-Ferrari          | 56   | +1 giro                    | 13      |       |
| 12  | 21 | Esteban Gutiérrez | Sauber-Ferrari          | 56   | +1 giro                    | 20      |       |
| 13  | 4  | Max Chilton       | Marussia-Ferrari        | 55   | +2 giri                    | 17      |       |
| NC  | 17 | Jules Bianchi     | Marussia-Ferrari        | 49   | +8 giri                    | 18      |       |
| SQ  | 3  | Daniel Ricciardo  | Red Bull Racing-Renault | 57   | +24"525                    | 2       |       |
| Rit | 8  | Romain Grosjean   | Lotus-Renault           | 43   | ERS                        | 22      |       |
| Rit | 13 | Pastor Maldonado  | Lotus-Renault           | 29   | ERS                        | 21      |       |
| Rit | 9  | Marcus Ericsson   | Caterham-Renault        | 27   | Pressione olio             | 19      |       |
| Rit | 1  | Sebastian Vettel  | Red Bull Racing-Renault | 3    | Power unit                 | 12      |       |
| Rit | 44 | Lewis Hamilton    | Mercedes                | 2    | Motore                     | 1       |       |
| Rit | 19 | Felipe Massa      | Williams-Mercedes       | 0    | Collisione con K.Kobayashi | 9       |       |
| Rit | 10 | Kamui Kobayashi   | Caterham-Renault        | 0    | Collisione con F.Massa     | 14      |       |

## Classifiche mondiali

### Piloti
| Pos | Pilota           | Punti |
| --- | ---------------- | ----- |
| 1   | Nico Rosberg     | 25    |
| 2   | Kevin Magnussen  | 18    |
| 3   | Jenson Button    | 15    |
| 4   | Fernando Alonso  | 12    |
| 5   | Valtteri Bottas  | 10    |
| 6   | Nico Hülkenberg  | 8     |
| 7   | Kimi Räikkönen   | 6     |
| 8   | Jean-Éric Vergne | 4     |
| 9   | Daniil Kvjat     | 2     |
| 10  | Sergio Pérez     | 1     |

### Costruttori
| Pos | Costruttore          | Punti |
| --- | -------------------- | ----- |
| 1   | McLaren-Mercedes     | 33    |
| 2   | Mercedes             | 25    |
| 3   | Ferrari              | 18    |
| 4   | Williams-Mercedes    | 10    |
| 5   | Force India-Mercedes | 9     |
| 6   | STR-Renault          | 6     |

## Decisioni della FIA
Al termine della gara, la FIA squalifica Daniel Ricciardo della Red Bull, giunto secondo, per il consumo irregolare di carburante, che ha ecceduto il limite fissato in 100 kg/h, quando i motori superano il regime di 10 500 giri, come stabilito dall'articolo 3.2 del regolamento sportivo di F1 e dall'articolo 5.1.4 del regolamento tecnico.
La sua scuderia ha inviato ricorso, in quanto sarebbero state registrate delle anomalie nel funzionamento del flussometro di rilevamento del carburante. La Corte d'Appello della FIA respinge il ricorso ad aprile.
Nessuna sanzione invece per il contatto alla partenza fra Felipe Massa e Kamui Kobayashi.